# オテロ郡 (ニューメキシコ州)
オテロ郡（英: Otero County）は、アメリカ合衆国ニューメキシコ州にある郡。人口は6万7839人（2020年）。郡庁所在地はアラモゴードである。

## 地理
総面積は17,165 km2 (6,627 mi2) 。陸地面積は17,163 km2 (6,626 mi2) で、水面積は2 km2 (1 mi2) で全体の0.01%である。

## 近接する郡
- ドニャアナ郡 (ニューメキシコ州) - 西
- シエラ郡 (ニューメキシコ州) - 北西
- リンカーン郡 (ニューメキシコ州) - 北
- チャベス郡 (ニューメキシコ州) - 東
- エディ郡 (ニューメキシコ州) - 東
- カルバーソン郡 (テキサス州) - 南東
- ハズペス郡 (テキサス州) - 南
- エルパソ郡 (テキサス州) - 南西

## 人口統計
以下は2000年国勢調査における人口統計データである。
| 基礎データ - 人口: 62,298人 - 世帯数: 22,984世帯 - 家族数: 16,801家族 - 人口密度: 4/km² (9/mi²） - 住居数: 29,272軒 - 住居密度: 2/km² (4/mi²) 人種別人口構成 - 白人: 73.71% - アフリカン・アメリカン: 3.92% - ネイティブアメリカン: 5.80% - アジア人: 1.17% - 太平洋諸島系:0.13% - その他の人種: 11.67% - 混血(2人種間以上の): 3.60% - ヒスパニック・ラテン系: 32.16% 世帯と家族（対世帯数） - 全世帯数: 22,984世帯 - 18歳未満の子供がいる:37.10% - 結婚・同居している夫婦: 57.50% - 未婚・離婚・死別女性が世帯主: 11.80% - 非家族世帯: 26.90% - 単身世帯: 23.30% - 65歳以上の老人1人暮らし: 8.10% - 平均構成人数 - 世帯: 2.66人 - 家族: 3.14人 | 年齢別人口構成 - 18歳未満: 29.50% - 18-24歳: 9.30% - 25-44歳: 28.60% - 45-64歳: 21.00% - 65歳以上: 11.70% - 年齢の中央値: 34歳 - 性比（女性100人あたり男性の人口） - 総人口: 99.00人 - 18歳以上: 96.80人 収入と家計 - 収入の中央値 - 世帯: 30,861米ドル - 家族: 34,781米ドル - 性別 - 男性: 27,657米ドル - 女性: 18,470米ドル - 人口1人あたり収入: 14,345米ドル - 貧困線以下 - 対家族: 15.60% - 対人口: 19.30% - 18歳未満: 27.90% - 65歳以上: 12.80% |

## 主な市および町
- アラモゴード
- Boles Acres
- Cloudcroft
- Holloman AFB
- La Luz
- Mescalero
- Timberon
- Tularosa

## その他の場所
- Holloman Air Force Base
- Mescalero Apache Indian Reservation
- Newman
- ホワイトサンズ国定記念物
- National Solar Observatory
- トゥラロサ盆地